# Макинтош, Аластэр
Аластэр Кэмпбелл Макинтош (англ. Alastair Campbell Mackintosh; род. 21 июня 1968, Уонгануи, Манавату-Уангануи) — новозеландский гребец, выступавший за сборную Новой Зеландии по академической гребле в 1989—1996 годах. Бронзовый призёр чемпионата мира, участник летних Олимпийских игр в Атланте.

## Биография
Аластэр Макинтош родился 21 июня 1968 года в городе Уонгануи, Новая Зеландия.
Занимался академической греблей во время учёбы в средней школе Whanganui Collegiate School, состоял в местной команде, неоднократно принимал участие в различных школьных регатах, в том числе в 1985 и 1986 годах дважды подряд выигрывал Кубок Маади.
Первого серьёзного успеха на взрослом международном уровне добился в сезоне 1989 года, когда вошёл в основной состав новозеландской национальной сборной и побывал на чемпионате мира в Бледе, откуда привёз награду бронзового достоинства, выигранную в зачёте распашных безрульных четвёрок — в решающем финальном заезде уступил только экипажам из Восточной Германии и Соединённых Штатов.
В 1990 году в безрульных четвёрках стартовал на мировом первенстве в Тасмании, став на сей раз пятым.
На чемпионате мира 1991 года в Вене показал шестой результат в восьмёрках.
Сделав достаточно длительный перерыв в спортивной карьере, в 1995 году Макинтош вернулся в основной состав гребной команды Новой Зеландии и продолжил принимать участие в крупнейших международных регатах. В частности, он выступил на мировом первенстве в Тампере — в безрульных четвёрках сумел квалифицироваться лишь в утешительный финал В и расположился в итоговом протоколе соревнований на десятой строке
Благодаря череде удачных выступлений удостоился права защищать честь страны на летних Олимпийских играх 1996 года в Атланте. Однако, выступая в программе четвёрок безрульных совместно со Скоттом Браунли, Ианом Райтом и Крисом Уайтом, остановился уже в предварительных квалификационных заездах.
После атлантской Олимпиады Аластэр Макинтош больше не показывал сколько-нибудь значимых результатов в академической гребле на международной арене.